# Angustosciara robusta
Angustosciara robusta är en tvåvingeart som beskrevs av Hans-Georg Rudzinski 1997. Angustosciara robusta ingår i släktet Angustosciara och familjen sorgmyggor. Inga underarter finns listade i Catalogue of Life.